# Nico de Bree
Nicolaas Alphonsus Petrus "Nico" de Bree (16. září 1944, Utrecht – 6. května 2016, Vídeň) byl nizozemský fotbalový brankář.

## Fotbalová kariéra
Začínal v nizozemské lize v USV Elinkwijk a NEC Nijmegen. V belgické lize hrál za RWD Molenbeek a RSC Anderlecht. S Molenbeekem získal v roce 1975 mistrovský titul. V roce 1978 vyhrál s Anderlechtem Pohár vítězů pohárů a Superpohár UEFA. V Poháru mistrů evropských zemí nastoupil v 1 utkání, v Poháru vítězů pohárů nastoupil v 11 utkáních, v Poháru UEFA nastoupil ve 22 utkáních a v Superpoháru UEFA nastoupil v 1 utkání.

## Ligová bilance
| Ročník                       | Zápasy | Góly | Klub           |
| ---------------------------- | ------ | ---- | -------------- |
| Eredivisie 1965/1966         | 30     | 0    | USV Elinkwijk  |
| Eredivisie 1967/1968         | 34     | 0    | NEC Nijmegen   |
| Eredivisie 1968/1969         | 34     | 0    | NEC Nijmegen   |
| Eredivisie 1969/1970         | 34     | 0    | NEC Nijmegen   |
| Eredivisie 1970/1971         | 32     | 0    | NEC Nijmegen   |
| Eredivisie 1971/1972         | 32     | 0    | NEC Nijmegen   |
| Jupiler Pro League 1972/1973 | -      | -    | RWD Molenbeek  |
| Jupiler Pro League 1973/1974 | -      | -    | RWD Molenbeek  |
| Jupiler Pro League 1974/1975 | -      | -    | RWD Molenbeek  |
| Jupiler Pro League 1975/1976 | -      | -    | RWD Molenbeek  |
| Jupiler Pro League 1976/1977 | -      | -    | RWD Molenbeek  |
| Jupiler Pro League 1977/1978 | -      | -    | RSC Anderlecht |
| Jupiler Pro League 1978/1979 | -      | -    | RSC Anderlecht |
| Jupiler Pro League 1979/1980 | -      | -    | RSC Anderlecht |
| Jupiler Pro League 1980/1981 | -      | -    | KFC Winterslag |
| Tweede klasse 1981/1982      | -      | -    | Beerschot VAC  |
| Jupiler Pro League 1982/1983 | -      | -    | Beerschot VAC  |
| Eredivisie 1983/1984         | 3      | -    | FC Dordrecht   |
| CELKEM 1. nizozemská liga    | 199    | 0    |                |
| CELKEM 1. belgická liga      | -      | -    |                |